# Love Is Easy (canción de Badfinger)
«Love Is Easy» es una canción de la banda británica de power pop Badfinger. La canción fue publicada como sencillo a mediados de 1973 por Warner Bros. Records.

## Lanzamientos

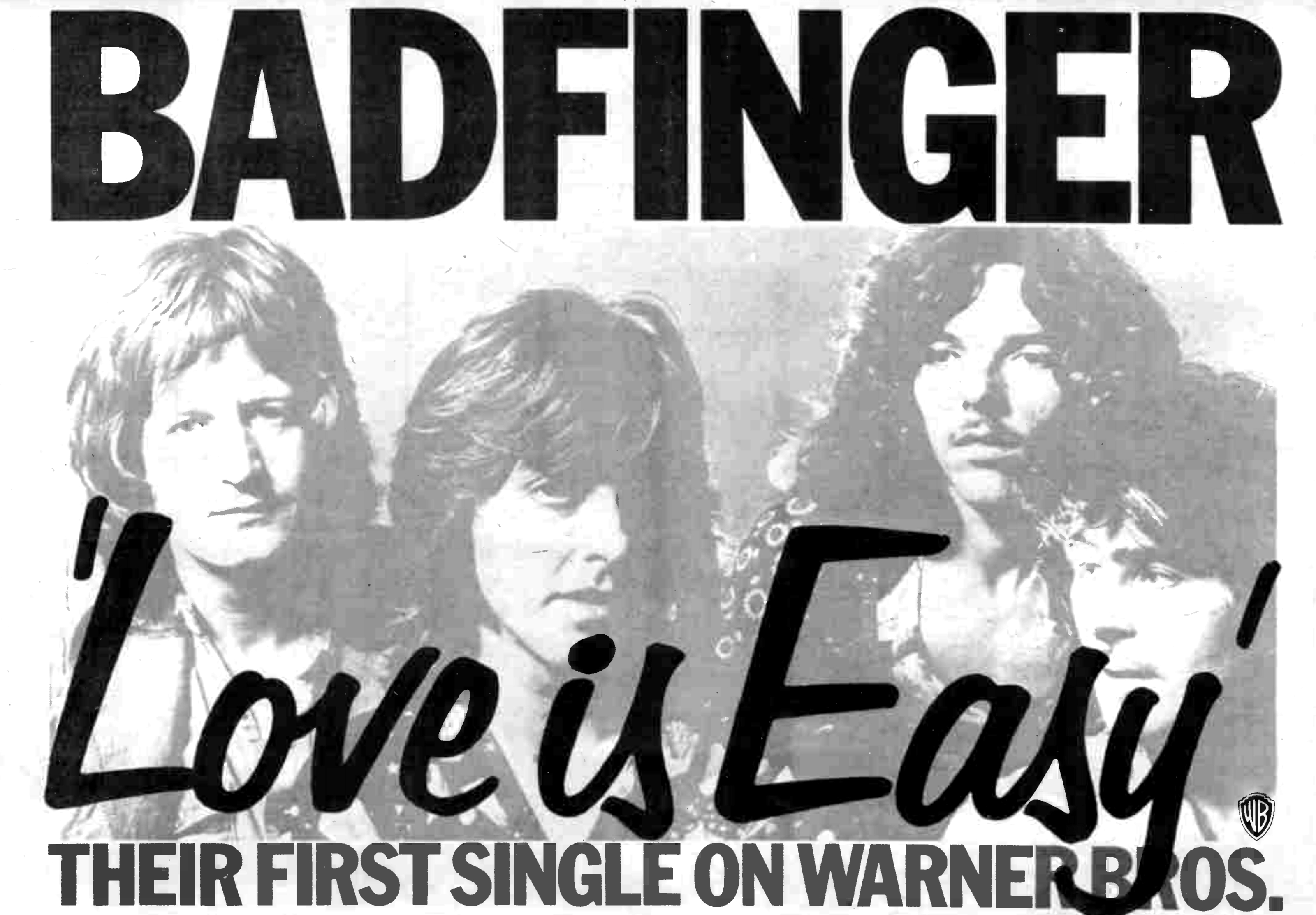
Anuncio comercial de Warner Bros. Records para el sencillo.

La canción fue publicada como sencillo el 19 de octubre de 1973 a través de Warner Bros. Records. Además de su lanzamiento como sencillo, «Love Is Easy» apareció como la tercera canción en el álbum homónimo de la banda (1974). La canción también apareció en el álbum recopilatorio de la banda Shine On (1989), y en la caja recopilatoria de Cherry Red Records High in the Morning: The British Progressive Pop Sounds of 1973 (2022).

## Recepción de la crítica
En AllMusic, Stephen Thomas Erlewine afirmó que «Love Is Easy» tiene un “gancho de pop agradable”.

## Interpretaciones en vivo
Una versión grabada en vivo el 10 de agosto de 1973 en el Paris Theatre de Londres apareció en el álbum en vivo BBC in Concert 1972–1973 (1997).